# Горокракс

Всі сім горокраксів Лорда Волдеморта

Горокра́кси (англ. Horcruxes) — спеціальні магічні предмети світу Гаррі Поттера. Вони створюються за допомогою темної магії й служать для зберігання частинки душі окремо від господаря, своєрідної форми безсмертя. Для того, щоб створити горокракс, потрібно розколоти душу, скоївши ритуальне вбивство.
Назва походить від слів «horror» — жах та «Crux» — хрест. Горокракс неможливо знищити звичайними методами. Знищити його можна тільки за допомогою магії. Для його знищення потрібно використати сильну магічну зброю, надзвичайно руйнівні речовини: отрути василіска чи зложар, щоб горокракс не зміг відновитись. Горокракс — цілковита протилежність душі, бо його існування абсолютно залежить від магічного тіла, в якому він розташований. Також душу можна «склеїти», але ця процедура нестерпно болюча і для цього треба щиро покаятися у вбивстві. В книгах Джоан Роулінг описано 7 горокраксів які створив Лорд Волдеморт. До нього ніхто не створював більше одного горокраксу.

## Причини створення Горокракса
Магія не може «вилікувати» смерть, адже смерть — це процес переходу зі світу живих у світ мертвих. Проте різні чарівники (в основному, темні чарівники) намагалися час від часу віднайти безсмертя, тобто спосіб прив'язати своє тіло якомога довше до світу живих. Вдалося це лише Ніколасу Фламелю, який створив філософський камінь. Чаклунам, яким це не вдалося (тобто більшості), доводилося шукати інші способи. Одним з таких чарівників був Герпо Смердючий, який і створив перший горокракс.

## Процес створення Горокракса
Для того, щоб створити горокракс, необхідно здійснити один жахливий для більшості людей аморальний обряд, під час якого потрібно розколоти душу. Для того, щоб розколоти душу потрібно здійснити цілеспрямоване ритуальне вбивство. Після здійснення ритуального убивства відбувається читання магічної формули й здійснення жахливого аморального обряду. Сам обряд в книгах не згадується, проте оскільки в книгах абсолютних різних малознайомих між собою людей при його згадуванні кидає в дрижаки, і цей обряд має бути чимось гіршим за ритуальне убивство, то деякі фанати саги Гаррі Поттера висувають теорію, що можливо цей процес обряду — це канібалізм, проте іншими фанатами критикується ця теорія.

## Горокракси Лорда Волдеморта

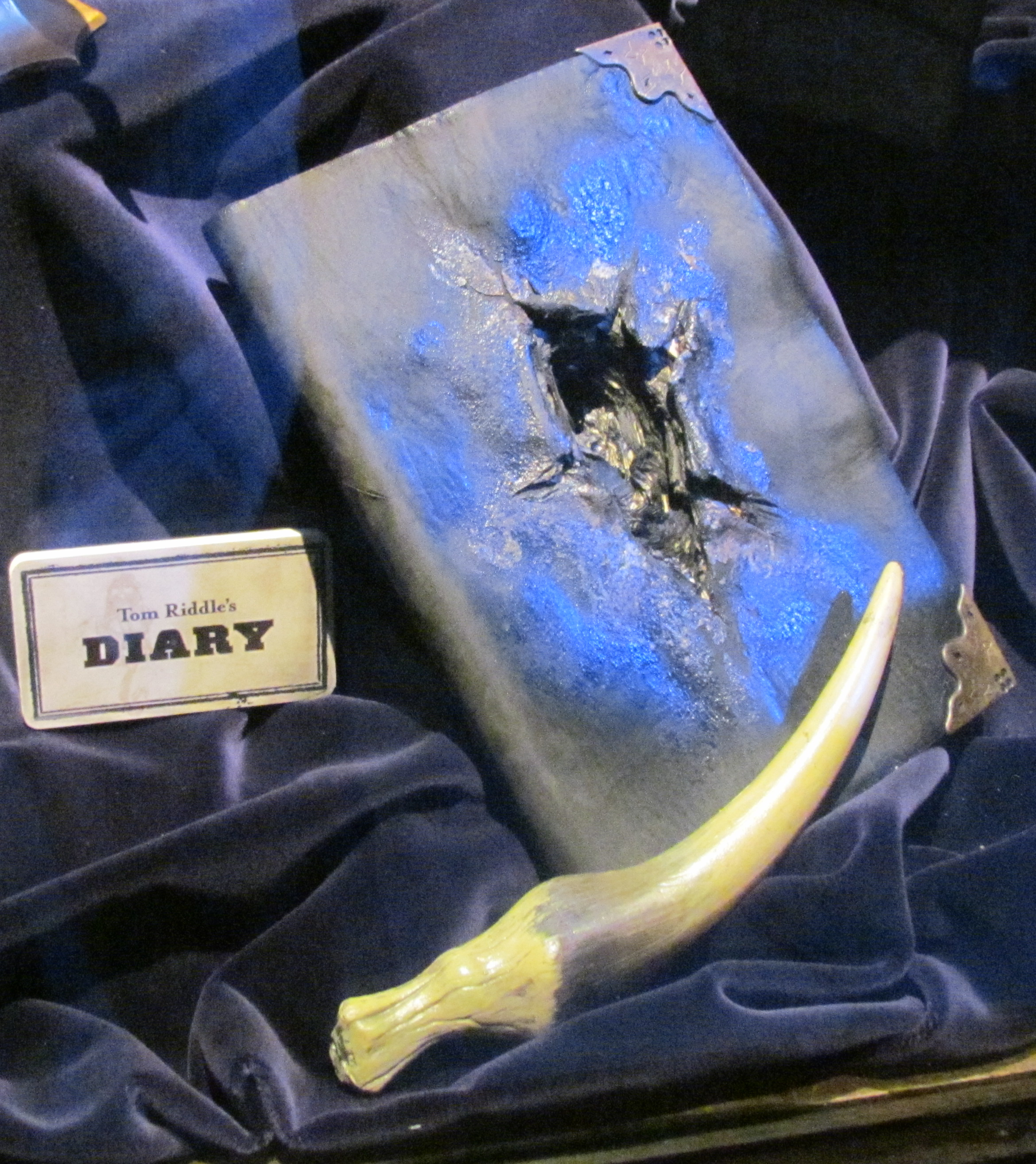

| Горокракс                    | Жертва                                      | Місцезнаходження                  | Знищено            | Знищено за допомогою     |
| ---------------------------- | ------------------------------------------- | --------------------------------- | ------------------ | ------------------------ |
| Щоденник Тома Реддла         | Плаксива Мірта                              | Луціус Мелфой                     | Гаррі Поттер       | Ікло Василіска           |
| Перстень Ярволо Ґонта        | Том Редл Старший                            | Дім Ярволо Ґонта                  | Албус Дамблдор     | Меч Ґодрика Ґрифіндора   |
| Медальйон Салазара Слизерина | Волоцюга Маґл                               | Печера                            | Рон Візлі          | Меч Ґодрика Ґрифіндора   |
| Чаша Гельґи Гафелпаф         | Гепзіба Сміт                                | Сейф Лестранжів в банку Ґрінґотс. | Герміона Ґрейнджер | Ікло Василіска           |
| Діадема Ровіни Рейвенклов    | Албанський селянин                          | Кімната на вимогу                 | Вінсент Креб       | Закляття "Зложар"        |
| Змія Нагіні                  | Френк Брайс                                 | Біля Волдеморта                   | Невіл Лонґботом    | Меч Ґодрика Ґрифіндора   |
| Гаррі Поттер                 | Створений при спробі вбивства Гаррі Поттера | Тіло Гаррі Поттера                | Лорд Волдеморт     | Закляття «Авада Кедавра» |

### Щоденник Тома Реддла
Перший горокракс створений Волдемортом. Він створив його, коли дізнався про своє походження і відчинив Таємну кімнату. Через небезпеку закриття школи Волдеморт створив щоденник, коли Василіск вбив Плаксиву Мірту. Належав Луціусові Мелфою, який підкинув його Джіні Візлі. Був знищений Гаррі Поттером в Таємній кімнаті за допомогою ікла вбитого ним Василіска. (Гаррі Поттер і Таємна кімната).

### Перстень Ярволо Ґонта

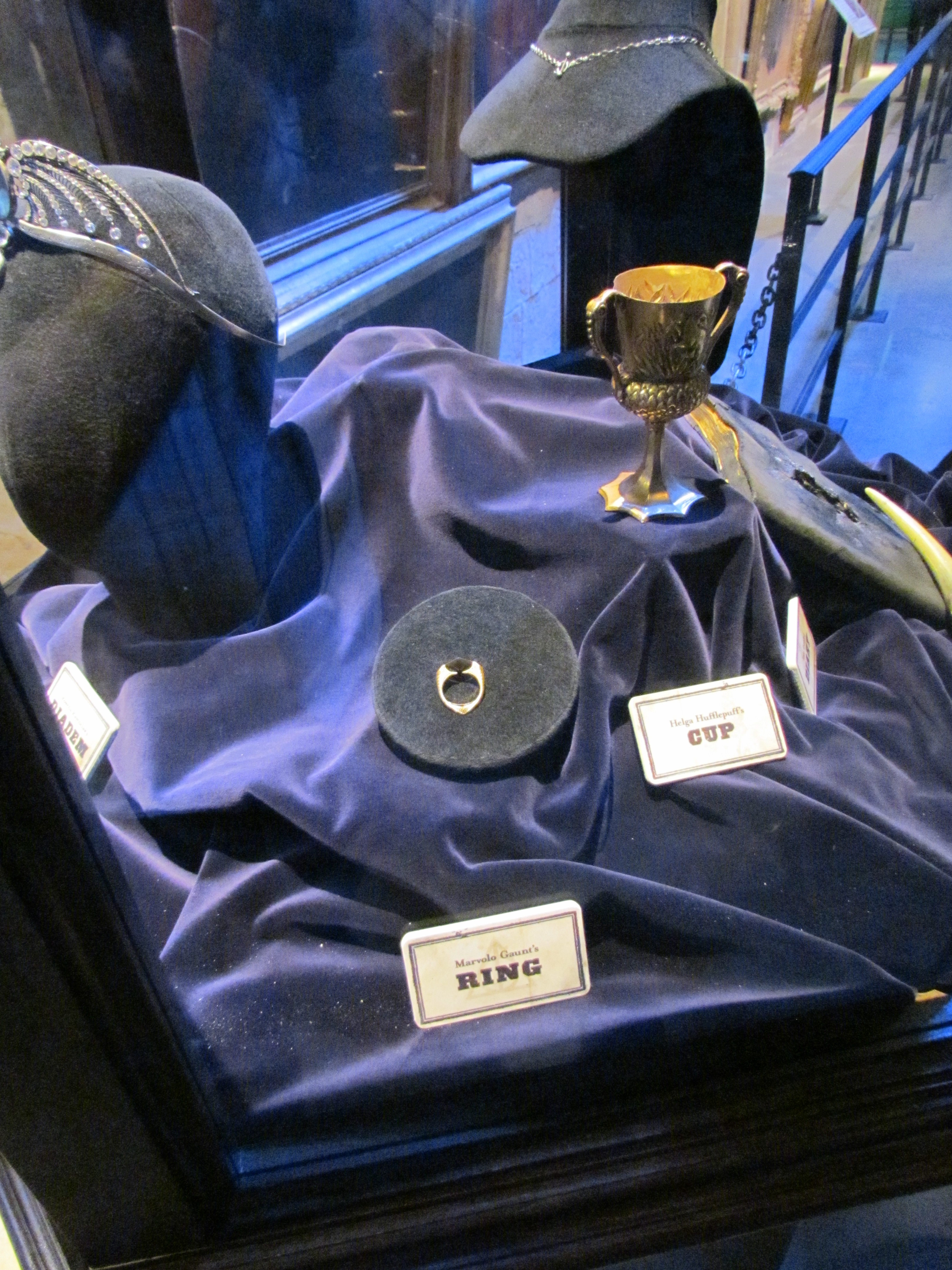

Був створений Волдемортом, коли той знайшов свою родину. Перстень колись належав стародавньому роду Певерелів, і підтверджував благородне походження Волдеморта. Для створення горокраксу Волдеморт вбив свого батька і його батьків. Перстень заховав в будинку, де колись жила його мати. Камінь на персні був «Воскресальним каменем». Горокракс було знищено Албусом Дамблдором за допомогою меча Ґодрика Ґрифіндора.

### Чаша Гельґи Гафелпаф
Третій горокракс створений Волдемортом. Він створив його, коли вбив його власницю Гепзібу Сміт. Чашу Волдеморт побачив, коли зайшов до Гепзіби в справах крамниці «Борджин і Беркс». Волдеморт планував створити чотири горокракси, які б належали чотирьом засновникам Гоґвортсу. Чаша була захована в сховищі Лестранжів в банку Ґрінґотс. Волдеморт не мав там власного сейфа, але завжди мріяв про нього, тому сховав горокракс там. Горокракс був викрадений Гаррі, Роном та Герміоною. Був знищений Герміоною Ґрейнджер за допомогою ікла василіска.

### Медальйон Салазара Слизерина

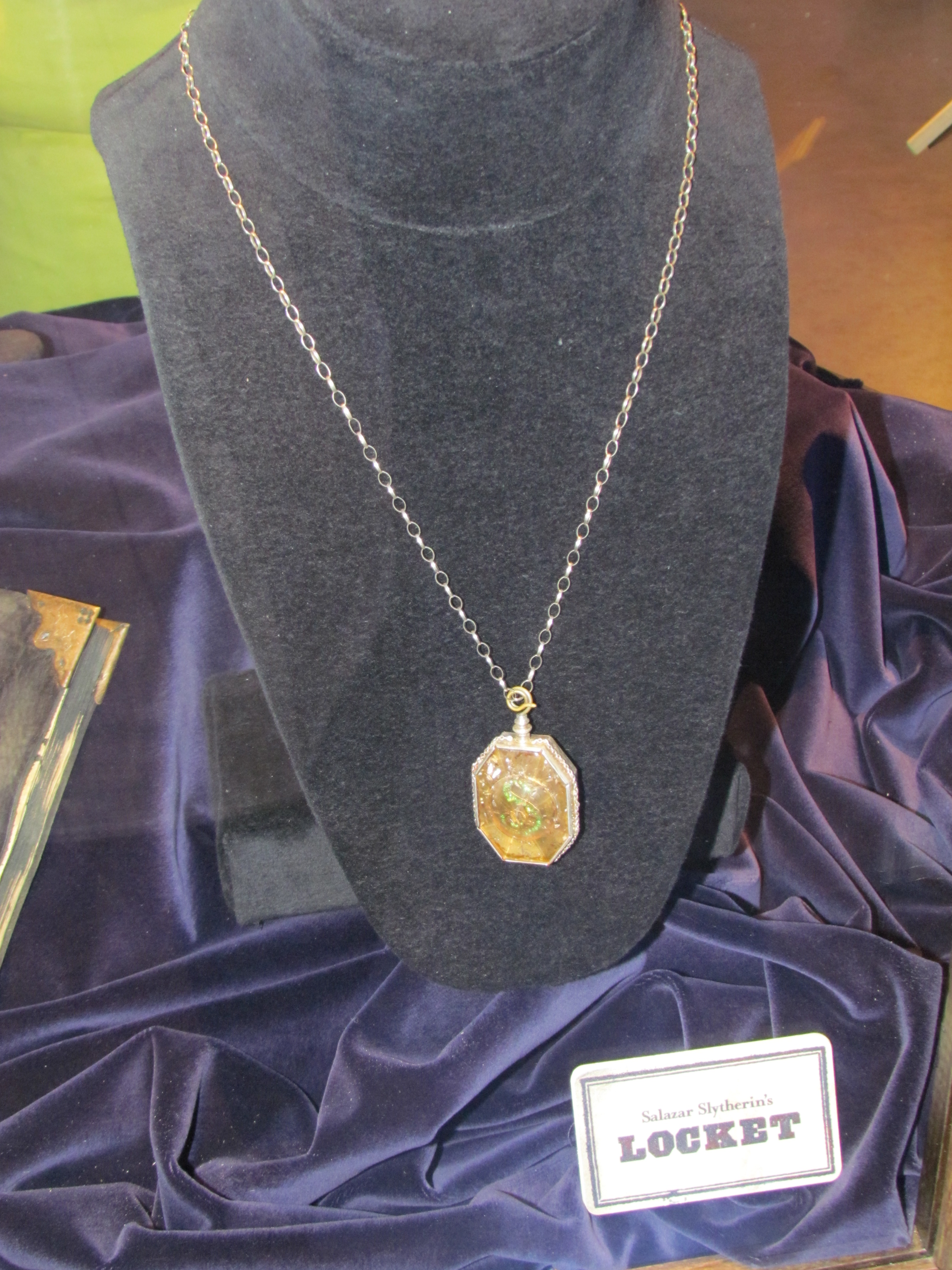

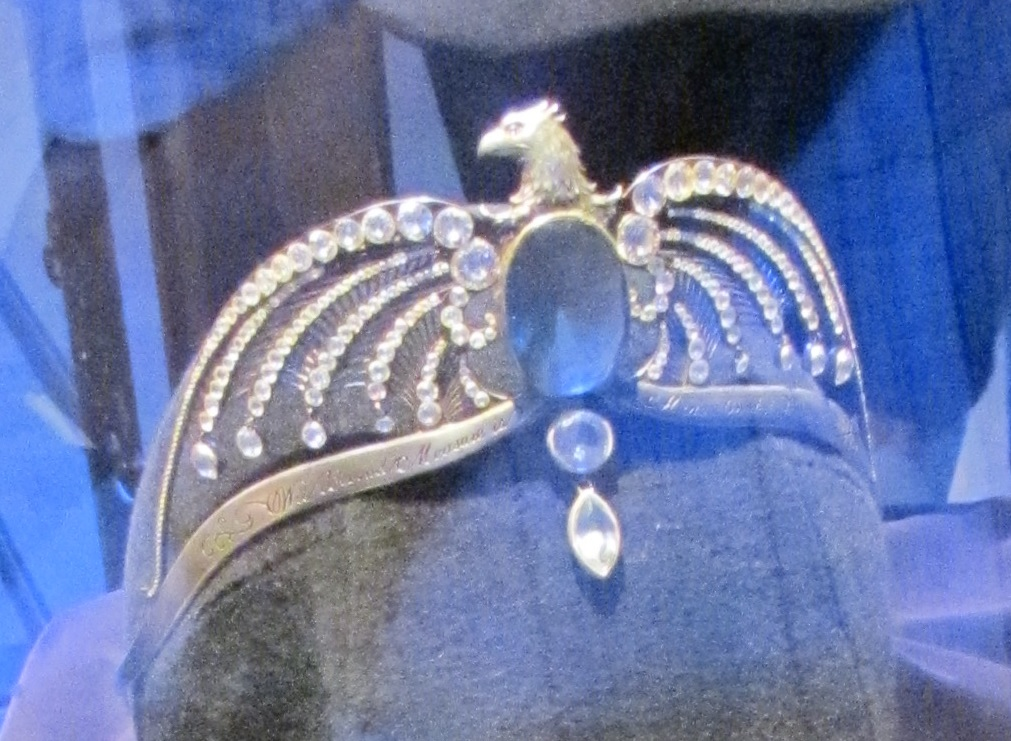

Був створений Волдемортом, коли той вбив волоцюгу маґла. Медальйон колись належав Салазару Слизерину. Волдемортова мати вкрала цей медальйон, коли втекла з дому. Пізніше він був проданий у крамницю «Борджин і Беркс». Звідти його викупила Гепзіба Сміт — в неї Волдеморт його вперше і побачив. Вбивши власницю, Волдеморт забрав реліквію і перетворив на горокракс. Медальйон було заховано в печері, де юний Волдеморт лякав дітей. Медальйон викрав Сіріусів брат Реґулус в надії його знищити. Йому це не вдалось. Медальйон пролежав в штаб-квартирі Ордену фенікса, звідки його викрав Манданґус Флетчер і віддав як хабар Долорес Амбридж. Гаррі та його друзі викрали в неї медальйон. Був знищений Роном Візлі за допомогою меча Ґодрика Ґрифіндора.

### Діадема Ровени Рейвенклов
Була створена Волдемортом в Албанії після вбивства албанського селянина. Довгий час ця діадема вважалася втраченою. Проте Волдеморт завдяки своїм вмінням виманив у Сірої Пані (привида гуртожитку Рейвенклов), яка була дочкою Ровени Рейвенклов — Геленою Рейвенклов, де знаходиться діадема. Гелена викрала діадему та втекла від матері, проте її наздогнав Кривавий Барон (привид гуртожитку Слизерин), який був закоханий у Гелену. Вона сховала діадему в дуплі дерева (сама Гелена була вбита Кривавим бароном після відмови стати його коханкою). Після перетворення на горокракс діадема була захована в «кімнаті на вимогу». Знищена у «кімнаті на вимогу» за допомогою закляття «Зложар», яке начаклував Вінсент Креб і не зміг контролювати.

### Гаррі Поттер
Горокракс, про існування якого Волдеморт не здогадувався. При спробі вбивства Гаррі Волдеморт розколов свою душу, і вона оселилась в Гаррі. Саме тому Гаррі мав частину здібностей Волдеморта та міг проникати в думки й відчуття. Про існування цього горокракса дізнався Дамблдор, він розповів про це Северусу Снейпу. Горокракс було знищено самим Волдемортом, коли той використав закляття «Авада Кедавра». Воно знищило горокракс і не завдало Гаррі шкоди.

### Нагіні
Була створена Волдемортом перед його поверненням. Волдеморт вбив старого маґла і перетворив змію на горокракс. Змія символізувала глибокий зв'язок Волдеморта з Салазаром Слизерином. Змія завжди була поруч з Волдемортом. Волдеморт міг з нею розмовляти завдяки парселмові (вмінні розмовляти зі зміями). Була знищена Невілом Лонґботомом за допомогою меча Ґодрика Ґрифіндора: Невіл відрубав змії голову. І дав шанс Гаррі перемогти Волдеморта. Перед цим змія вбила Северуса Снейпа. Коли Волдеморт дізнався, що вона — єдиний вцілілий горокракс, він тримав її під надійною охороною. Проте, коли він вирішив, що Гаррі вже мертвий, то зняв захист.